# Pseudocyclosorus dehuaensis
Pseudocyclosorus dehuaensis là một loài thực vật có mạch trong họ Thelypteridaceae. Loài này được Y.X. Lin miêu tả khoa học đầu tiên năm 1999.